# Bönnigheim
Bönnigheim là một thị xã ở huyện Ludwigsburg, Baden-Württemberg, Đức. Đô thị này có diện tích 20,14 km², dân số thời điểm ngày 31 tháng 12 năm 2006 là 7524 người. Đô thị này có cự ly 15 km về phía tây nam của Heilbronn.